# United States Wrestling Association
United States Wrestling Association (USWA) — бывший американский рестлинг-промоушн, базировавшейся в Мемфисе, Теннесси. Компания была основана после слияния Continental Wrestling Association из Мемфиса с World Class Wrestling Association из Далласа.

## История

### Основание
USWA была основана как попытка создать четвертый национальный промоушен, наряду с Jim Crockett Promotions/WCW, AWA и WWF (ныне известной как WWE). USWA была создана в результате слияния WCCW (из Техаса) и CWA (базировавшейся в Мемфисе, Теннесси). Первоначально она проводила шоу, которые обычно возглавлял Джерри Лоулер, как в Теннесси, так и в Техасе.

### Выход WCCW
Промоушен Далласа (бывший WCCW), который на 40 процентов принадлежал семье фон Эрихов, вышел из USWA в сентябре 1990 года из-за спора о доходах. По словам Скандора Акбара, в дело были вовлечены судебные процессы, в первую очередь, когда Джерри Джарретт был засужен Кевином фон Эрихом. Этот промоушен вернулся к названию World Class, но через два месяца прекратил свою деятельность из-за отсутствия доходов.
Джерри Джарретт и Джерри Лоулер вернули USWA в Техас, но только на ограниченной основе, пока промоутеры Джо Педичино, Макс Эндрюс и Бони Блэкстоун готовили новую Global Wrestling Federation к дебюту весной 1991 года в Sportatorium. Несколько бывших рестлеров World Class и USWA из Далласа присоединились к новой GWF, в то время как другие борцы из старой CWA остались в USWA.

### Обмен талантами с WWF
В 1992 году USWA начала обмен талантами с WWF, в результате которого Лоулер перешел в федерацию Винса Макмэна, а несколько звезд WWF стали выступать в USWA. Рестлер из Далласа Джентльмен Крис Адамс провел несколько месяцев в USWA в рамках сюжета с участием Брайана Кристофера и Тони Адамса, в это время он делил свое время между Мемфисом и GWF в Далласе.

### Борьба за сохранение актуальности во время Monday Night Wars
В 1995 году ландшафт рестлинга изменился — начались Monday Night Wars, когда WWF и WCW сражались за превосходство на кабельном телевидении по понедельникам каждую неделю. Что касается USWA, то самые большие толпы зрителей собирались каждый понедельник вечером в Mid-South Coliseum в Мемфисе, Теннесси. С ростом зрительской аудитории по понедельникам, которая могла бесплатно смотреть по телевизору матчи рестлинга, посещаемость главных событий USWA начала снижаться. Переход на вечера четверга не помог тому, что становилось неизбежным — распаду USWA.

### Закрытие
Сочетание плохого состава участников, некачественного помещения, отсутствия талантов и проведения шоу в четверг вечером привело к тому, что 3 октября 1996 года на шоу в Big One Flea Market собралась самая маленькая публика в истории мемфисского рестлинга: всего 372 фаната, заплативших $1,800. Будущее промоушена было под вопросом, после того как на предыдущей неделе генеральный менеджер Рэнди Хейлз ушел в отставку. Толпы в Луисвилле и Нэшвилле оставались постоянными, но толпы в Мемфисе, которые в прошлом обеспечивали промоушен, за последние несколько месяцев упали. Кроме того, павильон Big One Flea Market был не слишком привлекательным: зигзагообразная крыша его первоначального владельца (The Treasury Stores) стала причиной серьезной проблемы протечек.